# Jaroslava Vondráčková
Jaroslava Vondráčková, rozená Šimková (5. ledna 1894 Praha – 10. března 1986 Praha), byla česká textilní výtvarnice, designérka a spisovatelka.

## Život
Narodila se v rodině pražského obchodníka s laboratorním sklem Karla Šimka a Pavly Špottové, dcery vodoléčitele doc. MUDr. Jana Špotta. Studovala Vyšší dívčí školu ve Vodičkově ulici, pak klášterní školu v Gmundenu v Horních Rakousích. Maturitu složila v Linci v roce 1911. Tkalcovství a textilní návrhářství studovala soukromě u lidových tkalců v Podkrkonoší, v Mnichově a ve Francii (u firmy Rodier v Paříži).
Zabývala se studiem lidového textilu na Slovensku, v Rusku a na Kavkazu.
V roce 1923 založila s H. Ježkem dílnu v Nové Pace. Ta ale po dvou letech zanikla.
V letech 1926–1948 měly spolu s Boženou Pošepnou textilní ateliér v Praze na Karlově náměstí. Zabývala se především tkaným textilem, modrotiskem a filmovým tiskem. Spolupracovala s Otti Bergerovou z Bauhausu v Desavě. Pod jejím vlivem začala používat umělá vlákna.
V letech 1927–1929 byla ředitelkou Artělu. Spolupracovala s Uměleckou besedou a Devětsilem. Aktivně se zapojila do činnosti Svazu československého díla. Rovněž se angažovala v politických spolcích: Levá fronta, Syndikát ženské pracující inteligence a dále ve spolcích na pomoc emigrantů před fašismem z Německa a Rakouska.
Navrhovala bytový textil a potahy s jednoduchými geometrickými vzory, které byly používány ve funkcionalistických interiérech.
Po roce 1948 pracovala v Ústředí lidové a umělecké výroby (ÚLUV).
Od roku 1917 přispívala do novin a časopisů, po roce 1948 psala do časopisů Umělecká řemesla, Textilní tvorba a dalších. Je rovněž autorkou několika povídek. Od padesátých let se věnovala memoárové literatuře, tiskem vyšly její knihy o Mileně Jesenské a o Jiřím Weilovi. Její vlastní paměti dosud zůstávají v rukopisu.

## Spisy
- Kolem Mileny Jesenské, Praha : Torst, Centrum Franze Kafky, 1991, ISBN 80-900149-2-5
  - druhé opravené a doplněné vydání: Praha : Torst, 2014, 332 s. ISBN 978-80-7215-482-1
- Mrazilo – tálo (O Jiřím Weilovi), Praha : Torst, 2014, 172 s. ISBN 978-80-7215-490-6